# 9K333 Verba
Le 9K333 Verba (russe : Верба, « Saule ») est un système de missile surface-air MANPADS portatif guidé par infrarouge de quatrième génération, fabriqué en Russie. « 9K333 » est la désignation appliquée par les Russes pour leur système, son code OTAN étant « SA-29 Gizmo »,.

## Histoire
Le 9K333 Verba est destiné à remplacer les MANPADS 9K38 Igla et 9K34 Strela-3.
La nouvelle fonctionnalité principale de Verba est son chercheur optique multispectral, utilisant trois capteurs - ultraviolet, proche infrarouge et infrarouge moyen — par opposition aux deux de l'Igla-S. La vérification croisée des capteurs les uns par rapport aux autres permet de mieux distinguer les cibles et les leurres pertinents et de réduire les risques de perturbation par les contre-mesures, y compris les lasers qui tentent d'aveugler les missiles.
Selon un porte-parole de l'entreprise KB Mashinostroyeniya, le Verba peut engager des aéronefs à voilure fixe et tournante et « de nouveaux types de menaces » telles que des véhicules aériens sans pilote et des missiles de croisière. « Le 9K333 peut engager efficacement des cibles aériennes avec une faible signature infrarouge. Le système peut être couplé à une unité d'identification externe ami ou ennemi [IFF] », déclare le porte-parole.
Le missile sol-air (SAM) conteneurisé 9M336 de Verba peut être intégré dans des systèmes terrestre et maritime de défense aérienne à courte portée (SHORAD). « Le SAM peut également être utilisé par des plates-formes aériennes », ajoute le porte-parole.

## Production

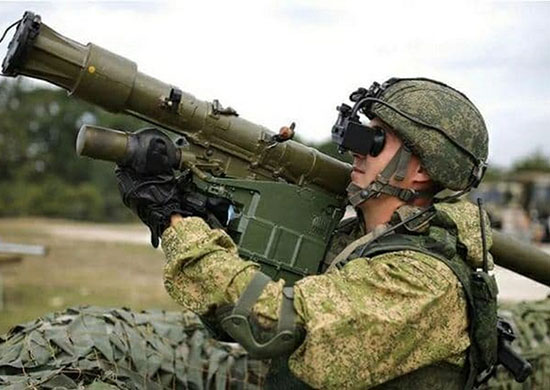
Utilisateur du MANPADS Verba dans une base militaire russe au Tadjikistan (juin 2021).

Le système est en cours de production en série pour les forces armées russes. Plusieurs forces terrestres et des formations aéroportées reçoivent le 9K333 Verba depuis 2014. Il est apparu pour la première fois au sein de la division Ivanovo des troupes aéroportées russes (VDV) après avoir passé les tests de l'armée à l'été 2011 et avoir été confirmé pour la production fin 2011. Depuis 2015, KBM a équipé l'armée russe de trois brigades et de deux ensembles divisionnaires. Quatre unités VDV ont reçu le Verba en 2014-15. Les MANPADS Verba ont passé les tests d'état en 2011,,. Officiellement, il est entré en service en 2015. KBM a signé un contrat à long terme avec le ministère russe de la Défense pour fournir ce système et réaliser sa production. En avril 2017, 10 ensembles ont été livrés, ce chiffre atteignant 801 unités produites en novembre de la même année,. Les livraisons se poursuivent,.

## Utilisation
La première utilisation du Verba en conditions de combat était en 2017 lors de l'intervention russe en Syrie, la cible était un drone. À partir de 2022 le Verba est utilisé de manière intensive en situation de combat avec le déclenchement de la guerre en Ukraine, il est principalement utilisé pour abattre des drones. Après 10 d'utilisation l'armée russe se dit satisfaite du système 9K333 Verba.

## Opérateurs
- Arménie — Quantité encore inconnue avec un nombre inconnu de SA24 9K38 Igla-S (sources arméniennes et russes)[19]
- Russie
- Syrie[20]